# Chassey-Beaupré
Chassey-Beaupré è un comune francese di 123 abitanti situato nel dipartimento della Mosa nella regione del Grand Est.

## Società

### Evoluzione demografica
Abitanti censiti